# Helen Barbara Kruger
Helen Barbara Kruger (Mankato (Minnesota), 29 juli 1913 - Valencia (Californië), 7 april 2006) ook bekend als Bobbie Nudie, was een Amerikaans modeontwerpster.
Ze werd verliefd op Nudie Cohn, die ze bij het pension van haar ouders ontmoette. Hij had in de drugs gezeten, maar desondanks gingen ze samenwonen in New York. In 1934 gingen ze terug naar Mankato om te trouwen en hun zaak Nudie's for the Ladies in Manhattan te openen. Deze zaak verkocht g-strings en lingerie aan showmodellen. Tevens kregen ze rond deze tijd hun enige kind.
Haar echtgenoot Nudie Cohn is de ontwerper van verschillende extravagante kostuums voor Amerikaanse beroemdheden uit de film- en muziekwereld, zoals Tex Williams, Hank Williams, Cher, Elton John, Buck Owens, Clint Eastwood, John Lennon, Gene Autry, Roy Rogers, Dale Evans en Bobbejaan Schoepen voor wat betreft Europa. Onder hun beroemdste creaties was het gouden pak ter waarde van 10.000 dollar voor Elvis Presley. Kruger hield zich vooral bezig met merchandising en de verkoop van de Nudie-creaties.
Nudie Cohn overleed in 1984. Bobbie, haar zus Edith, dochter Barbara en kleindochter gingen verder met de zaak totdat Nudie's winkel in 1994 sloot.